# Пол Швереб
Пол Швереб (мальт. Paul Xuereb; *21 липня 1923, Рабат, Мальта — †6 вересня 1994) — мальтійський державний і політичний діяч, в.о. президента Мальти (1987–1989).

## Біографія
У 1949 р. закінчив Університет Вестмінстера, отримавши освіту в сферах журналістики, політичної економії та політології.
Під час Другої світової війни (з 1942 по 1944 рр.) служив навідником зенітних установок Королівської артилерії на Мальті.
- 1944–1946 рр. — співробітник технічного відділу британських верфей на Мальті.
- 1949–1950 рр. — працював бухгалтером, а потім клерком в податковому офісі в Лондоні.
- 1950–1958 рр. — директор з розвитку мальтійської компанії Fardex Trade Development Company Ltd.
- 1958–1959 рр. — ректор ліцею з підготовки службовців Міністерства освіти країни.
- 1959–1964 рр. — літературний редактор та заступник головного редактора лейбористської партії «Голос Мальти» (The Voice of Malta).
- 1964–1971 рр. — директор видавничого дому лейбористської партії.
- 1962–1983 рр. — депутат Палати представників.
- 1971 — парламентський секретар в адміністрації президента.
- 1971–1983 рр. — Міністр торгівлі, промисловості, сільського господарства та туризму. Крім того, посаду він зберіг до 27 квітня 1983 року, одночасно кілька разів виконував обов'язки спікера Палати представників Мальти.

Після відходу з активної політики був головою рад директорів декількох банків.
У 1987–1989 рр. — виконувач обов'язків президента Мальти.